# Romanos
Romanos – gmina w Hiszpanii, w prowincji Saragossa, w Aragonii, o powierzchni 19,53 km². W 2011 roku gmina liczyła 121 mieszkańców.